# Río Guadalquivir -Tramo Superior
Río Guadalquivir Tramo Superior este o arie protejată (arie specială de conservare — SAC, sit de importanță comunitară — SCI) din Spania întinsă pe o suprafață de 258,21 ha, integral pe uscat.

## Localizare
Centrul sitului Río Guadalquivir Tramo Superior este situat la coordonatele 38°03′59″N 3°02′21″W / 38.0665°N 3.0393°V.

## Înființare
Situl Río Guadalquivir Tramo Superior a fost declarat sit de importanță comunitară în decembrie 2000 pentru a proteja 15 specii de animale. Situl a fost protejat și ca arie specială de conservare în martie 2015.

## Biodiversitate
Situată în ecoregiunea mediteraneană, aria protejată conține 5 habitate naturale: Galerii și tufărișuri riverane sudice (Nerio-Tamaricetea și Securinegion tinctoriae), Păduri termofile cu Fraxinus angustifolia, Pajiști umede mediteraneene cu ierburi înalte de Molinio-Holoschoenion, Tufărișuri termo-mediteraneene și de pre-deșert, Galerii de Salix alba și de Populus alba.
La baza desemnării sitului se află mai multe specii protejate:
- păsări (6): pescăruș albastru (Alcedo atthis), erete cenușiu (Circus pygargus), egretă mică (Egretta garzetta), șoim de iarnă (Falco columbarius), Falco naumanni, vultur egiptean (Neophron percnopterus)
- amfibieni (1): Discoglossus galganoi
- mamifere (2): vidră de râu (Lutra lutra), liliacul mare cu potcoavă (Rhinolophus ferrumequinum)
- nevertebrate (3): Austropotamobius pallipes, Graellsia isabellae, Oxygastra curtisii
- pești (2): Pseudochondrostoma willkommii, Squalius alburnoides
- reptile (1): Mauremys leprosa

Pe lângă speciile protejate, pe teritoriul sitului au mai fost identificate 1 specie de amfibieni.